# La Merced vallási komplexum
A La Merced vallási komplexum egy épületegyüttes a kolumbiai Caliban, amely egy templomból, egy kolostorból, kápolnákból és múzeumokból áll.

## Története
Az együttes pontosan azon a helyen épült fel, ahol 1536. július 25-én a város alapításának alkalmából Santos de Añasco misét celebrált. Az első kápolna már 1541 és 1544 között megépült, majd az együttes tovább bővült. 1678-ban a nagyobb kápolnát és a sekrestyét újjáépítették. Bizonyos építkezésekhez a felhasznált köveket és téglákat állítólag mészből, tojáshéjból, valamint állatok és rabszolgák véréből készült habarccsal illesztették egymáshoz. A kolostort 1813-ig a mercedáriusok használták, amikor is Tomás Cipriano de Mosquera tábornok csapatai vették birtokba. Később az Ágoston-rendé lett. 1975 februárjában nemzeti műemlékké nyilvánították.

## Leírás
A Carretera 3. és 4., valamint a Calle 6. és 7. között, a Cali folyó jobb partjának közelében elhelyezkedő együttes központi eleme a La Merced templom és a hozzá tartozó kolostor, de három kápolna (Virgen de las Mercedes, Virgen de los Remedios, Lateráni Szent János) is áll itt. A templom két hajója egymást derékszögben metszi. Viszonylag alacsony tornya az egyik sarkon áll, mellette egy falmaradványban nyíló szabadtéri kapuív található.
A területen berendezett múzeumok a spanyol gyarmati kor művészetét, vallással kapcsolatos emlékeket és a spanyolok megérkezése előtti idők kerámiatárgyait mutatják be. Két igen értékes Mária-kép is található az együttesben: az egyik fából készült, és Sevillából származik, a másikat (amelynek közkeletű neve Montañerita Cimarrona) kőből faragták, és a hagyomány úgy tartja, hogy egy, a közeli Dagua melletti hegyekben található szikla belsejében vájt üregben találtak rá helyi indiánok. A központi oltár egy gyarmati korból származó monumentális retablót is tartalmaz.

## Képek

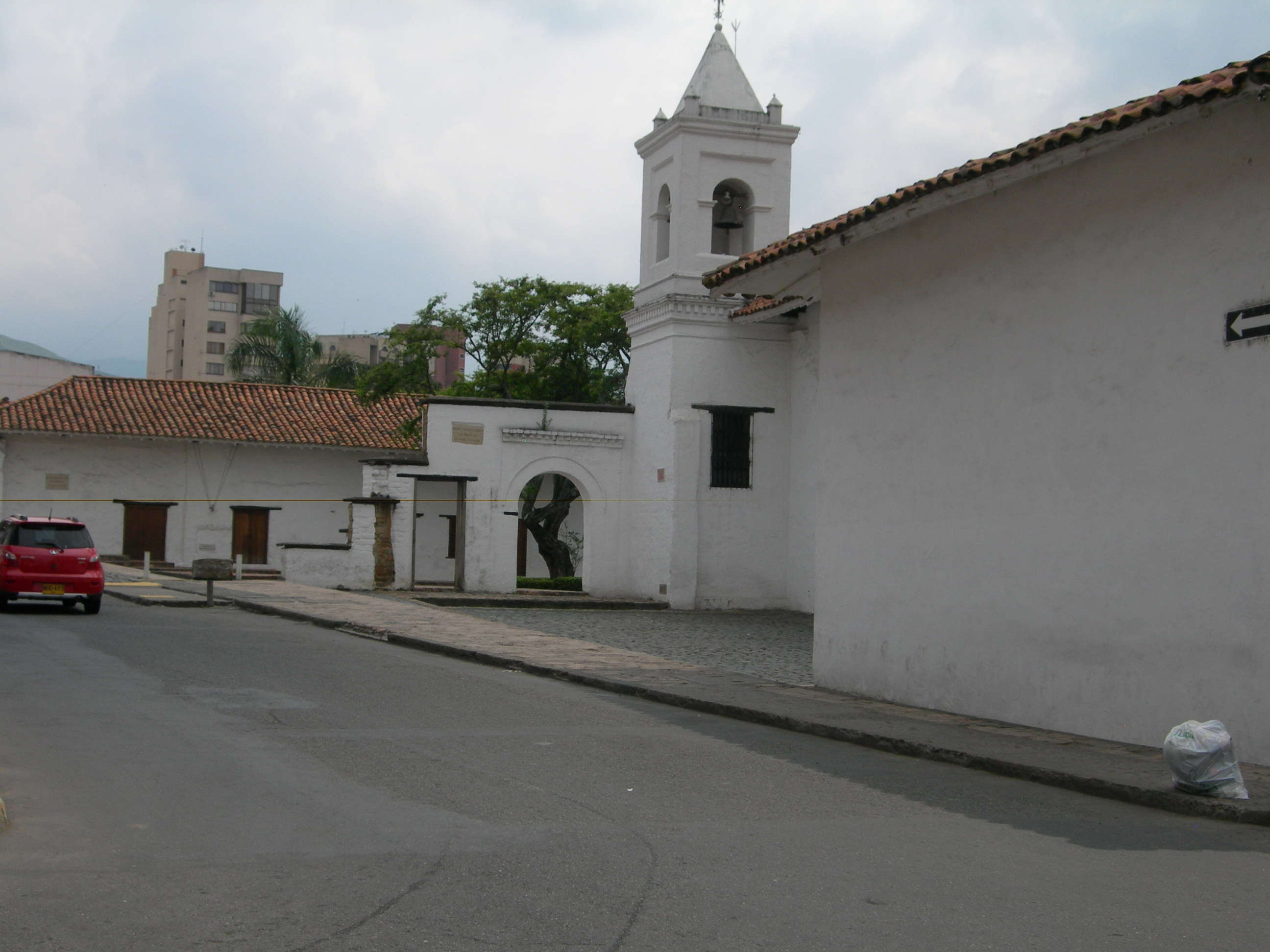
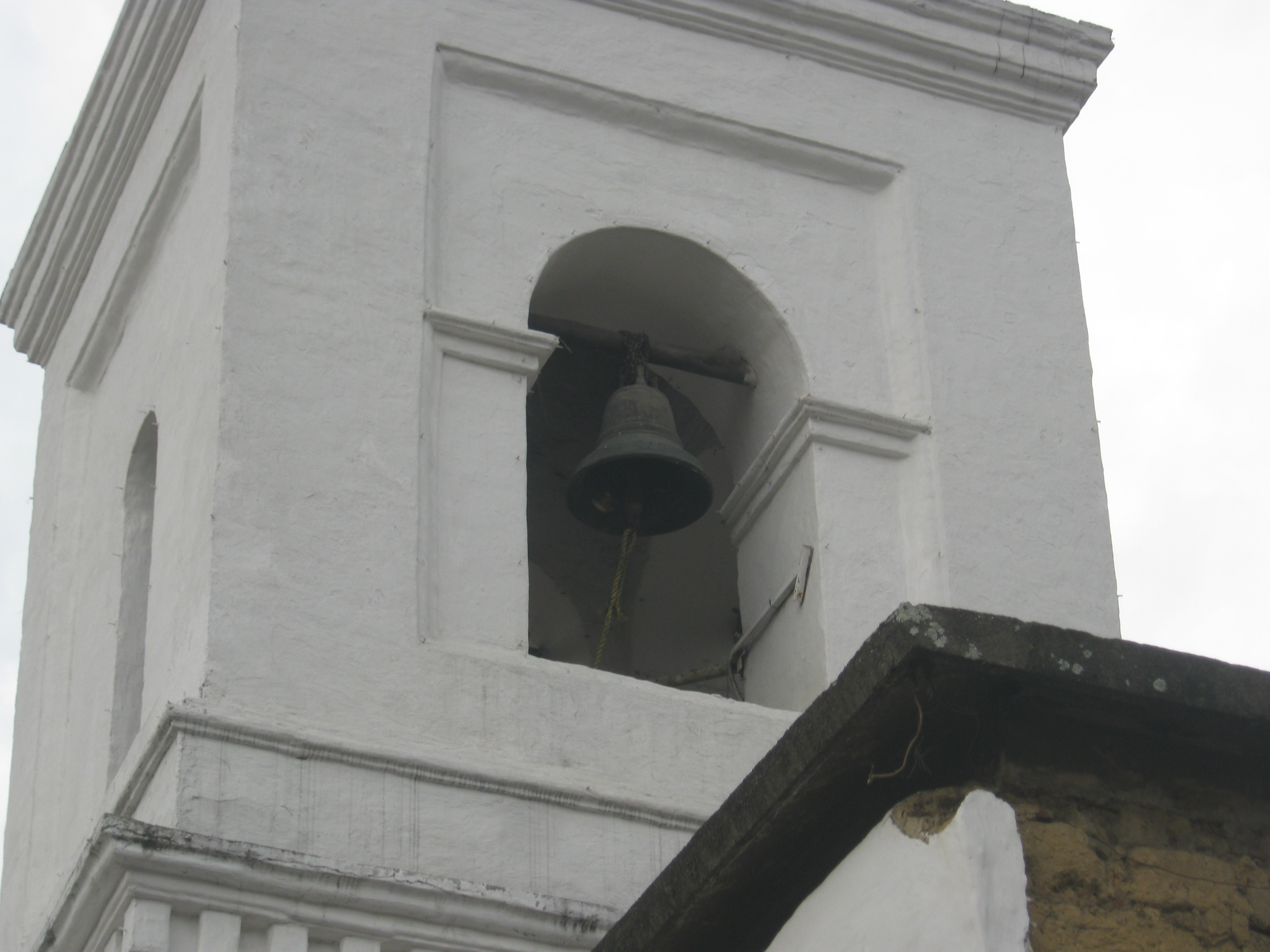
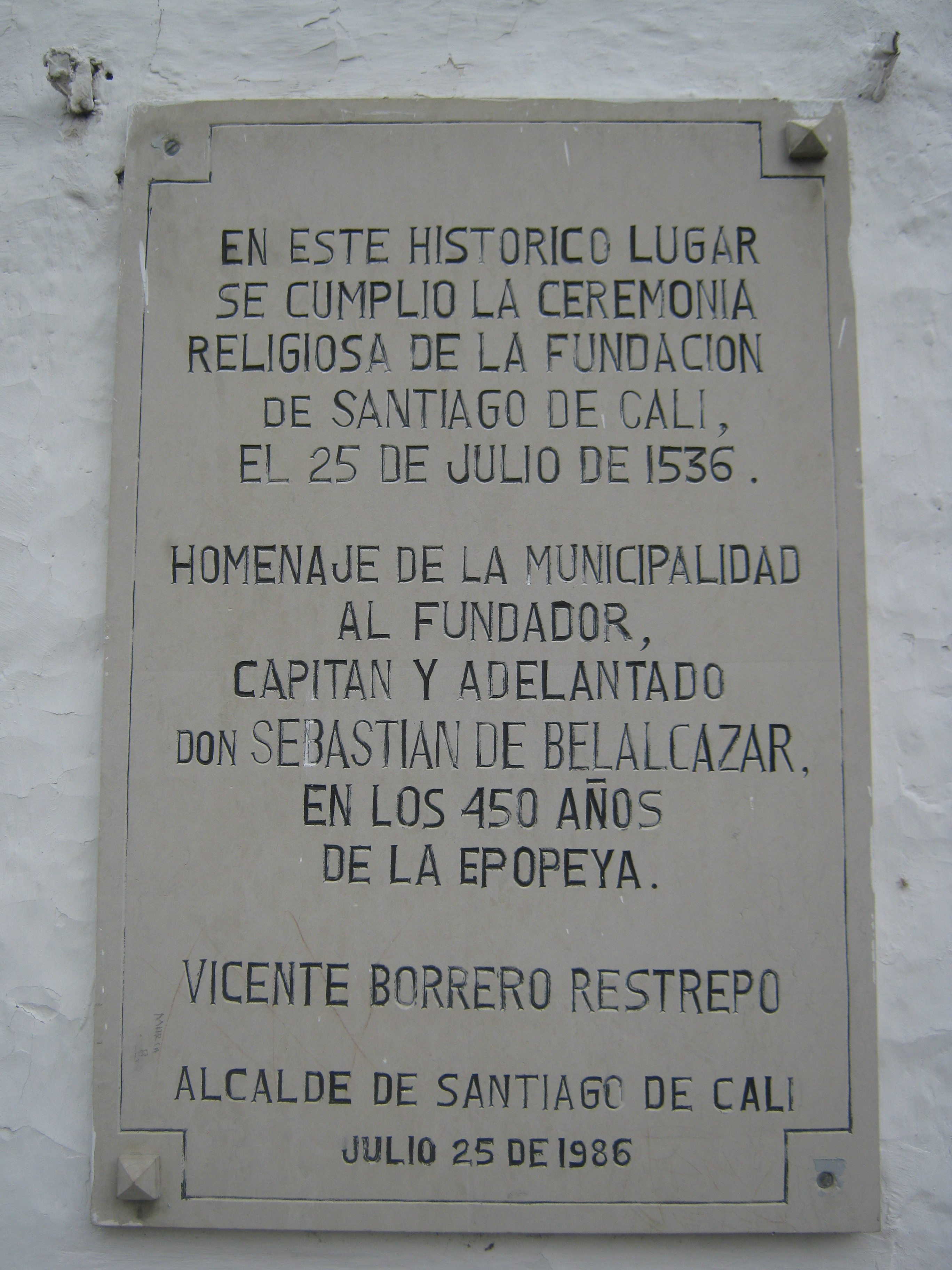
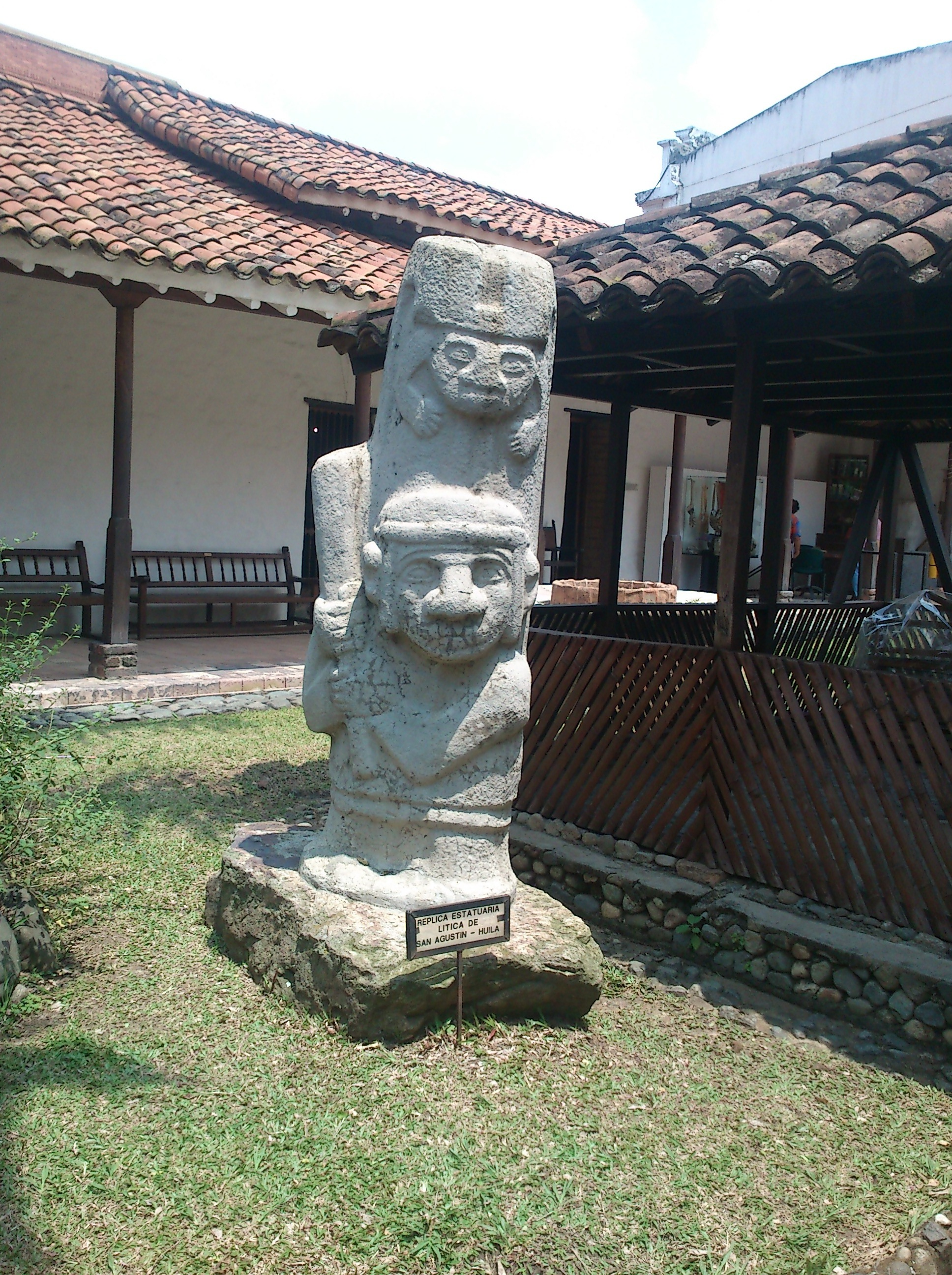